# Warren Christopher
Warren Minor Christopher (27 tháng 10 năm 1925 – 18 tháng 3 năm 2011) là một nhà ngoại giao và luật sư Hoa Kỳ. Trong nhiệm kỳ đầu của tổng thống Bill Clinton, Christopher đã làm Ngoại Trưởng Hoa Kỳ thứ 63.
Sinh ra tại Scranton, North Dakota, Christopher tốt nghiệp Trường Trung học Hollywood và vào học Đại học Redlands nơi ông gia nhập hội sinh viên địa phương Kappa Sigma Sigma. Ông tốt nghiệp tại Đại học Nam California với bằng đại học danh dự ưu hạng (magna cum laude) vào tháng 2 năm 1945. Từ tháng 7 năm 1943 đến tháng 9 năm 1946, ông gia nhập Hải quân dự bị Hoa Kỳ, và được tuyển dụng chức chuẩn úy Hải quân trong chiến cuộc Thái Bình Dương thời Chiến tranh thế giới thứ hai. Sau cuộc chiến, Warren theo học tại Trường Luật Stanford từ năm 1946 đến năm1949. Tại đây ông sáng lập và làm chủ nhiệm thời báo luật Stanford và sau đó được nhận vào hội cử nhân luật ưu tú (Order of the Coif).